# すさきふみお
すさき ふみお（Susakifumio）は、日本の作曲家、編曲家。

## 来歴
岐阜県生まれ。

## 関連人物
- かの香織
- 清田愛未
- 並木のり子